# 殿中省
殿中省（でんちゅうしょう）は、中国の古代官制の一つ。皇帝の衣食住を管轄した。
三国時代の魏により設置された殿中監を前身とする。隋代に殿内省とされたが、唐代が成立すると620年（武徳3年）に殿中省と改称され、殿中監、殿中少監、殿中丞の下に尚食、尚薬、尚衣、尚舎、尚乗、尚輦の6局が設置された、662年（龍朔2年）から670年（総章3年）にかけて中御府と改称されている。
五代十国時代を経て北宋になると、1103年（崇寧2年）には殿中監、殿中少監、殿中丞の下に尚食、尚薬、尚衣、尚舎、尚乗、尚輦の6局が設置され、御薬院、尚衣庫は殿中省に移管された。1126年（靖康元年）、六尚局は廃止されている。
その後も遼・元代にも存続し、明代になると二十四衙門、清代になると内務府の管轄とされている。